# Cosmosoma pudica
Cosmosoma pudica är en fjärilsart som beskrevs av Druce 1894. Cosmosoma pudica ingår i släktet Cosmosoma och familjen björnspinnare. Inga underarter finns listade i Catalogue of Life.